# Autographa dudgeoni
Autographa dudgeoni är en fjärilsart som beskrevs av George Francis Hampson 1913. Autographa dudgeoni ingår i släktet Autographa och familjen nattflyn. Inga underarter finns listade i Catalogue of Life.